# Маркаров, Александр Ашотович
Алекса́ндр Ашо́тович Марка́ров (род. 27 июля 1950, Баку) — советский и российский футболист, нападающий, лучший бомбардир вторых лиг отечественного футбола (262 мяча), всего же за карьеру забил 284 мяча. Почти всю свою игровую карьеру провёл в махачкалинском «Динамо». Был убеждённым коммунистом, но сам вышел из КПСС. Отец футболиста и тренера Михаила Маркарова.К 75-летию этого выдающегося спортсмена вышел документальный фильм "Сердце, отданное футболу", автором которого является Арсланали Магомедзапиров.

## Футбольная карьера
Начинал карьеру в детской школе бакинского «Нефтяника». В 13 летнем возрасте попал на игру дубля, тогда бакинский клуб играл против московского «Динамо». В 1971 году Маркаров приехал в Махачкалу. В махачкалинском клубе он провёл более 10 лет, пока играл в «Динамо», не звали разве что в «динамовцы» Тбилиси и Киева. Бесков очень хотел видеть Александра и в «Динамо», и в «Спартаке». После завершения карьеры Александр Маркаров очень жалел, что не перешёл в топ-клуб.

## Послеигровая карьера
После окончания карьеры в махачкалинском «Динамо» он восемь лет проработал футбольным рефери, после чего вернулся на поле в качестве игрока «Анжи». В 1995 тренировал «Анжи», который в розыгрыше Кубка России 1995/96 обыграл чемпионов России «Спартак» из Владикавказа. В 2001 году был назначен исполняющим обязанности главного тренера «Анжи». В 2003 году работал главным тренером «Дагестанца». В конце 2003 года пополнил тренерский штаб «Крыльев Советов». Является директором РДЮСШ Минобрануки РД.
С 2021 года является куратором школьной футбольной лиги Дагестана. Он выступает организатором всех турниров в рамках данного соревнования.

## Достижения
- Лучший бомбардир 4-й зоны 2-й лиги Чемпионата СССР — 1974 (22 гола)[6], 1977 (34 гола)[7].
- Орден Почёта Республики Дагестан III степени (2023)[8].
- Орден Почёта Республики Дагестан II степени (2025)[9].

## Общественная позиция
В 2024 году был доверенным лицом кандидата в президенты России Владимира Путина.